# Armierungsgewebe

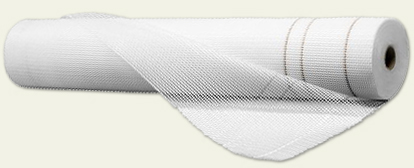
Armierungsgewebe für die Fassadendämmung

Armierungsgewebe oder auch Putzbewehrung genannt, dient zur Bewehrung von Putzschichten gegen Risse.
Gründe zur Verwendung eines Putzgewebes können sein:
- Der Untergrund besteht aus unterschiedlichen Materialien, von denen einige elastischer, weicher oder saugfähiger sind als die anderen oder ein anderes Quell-, Schwindungs- oder Dehnungsverhalten bei Temperatur- und Feuchteänderung haben, als die anderen Materialien und dadurch die Bildung von breiteren Rissen zu erwarten ist (statt gleichmäßig verteilten Mikrorissen). Problematisch sind beispielsweise Holzbauteile und Baustoffe aus Lehm.
- Auch geometrische Einschnitte in größeren Flächen, etwa durch Fassadenöffnungen, können zur Bündelung von Spannungen und folglich zur verstärkten Rissbildung führen. Siehe Kerbwirkung
- Auch großformatige Bauteile an bewitterten und besonnten Fassaden können zur Rissbildung entlang der Stoßfugen führen.
- Geringfügige Bewegungen im Untergrund durch Setzungen.
- Starke Feuchte- und Temperaturwechsel.
- Erschütterungen durch nahegelegene Bahnstrecken und ähnliches.
- Zugspannungen im Putz an Außenecken, z. B. an Tür- und Fensterlaibungen.

Armierungsgewebe werden typischerweise in kunstharzhaltige, dünnschichtige Klebe-, Armierungs- oder Edelputze eingebettet.
Armierungsschichten in Kombination mit einem kunstharzhaltigen Klebe- und Armierungsputz dienen als Teil eines Wärmedämm-Verbundsystems oft zum Verputzen von nachgiebigen Dämmstoffen.

## Ausführungen und Eigenschaften
Armierungsgewebe besteht in der Regel aus reißfestem, alkalibeständigem und nicht quellendem Glasfasergewebe. Je nach Art der Anforderung des Wärmedämm-Verbundsystems ist das Armierungsgewebe in verschiedenen Maschenweiten und Flächengewichten erhältlich.
Mit feinkörnigem und kunstharzhaltigem Klebe- und Armierungsmörtel wird häufig Armierungsgewebe mit einer Maschenweite von 4 mm × 4 mm und einem Flächengewicht von 165 g/m² verwendet.
Putze mit einem geringen Kunstharz- oder geringen Feinanteilen verbinden sich weniger gut mit dem Armierungsgewebe, wodurch dieses in der Putzschicht wie eine Trennlage wirken kann.
Insbesondere in Putzen von geringer Festigkeit sollte darum ein gröberes Armierungsgewebe eingebettet werden. Die Maschenweite kann bei Reinkalk-Feinputzen etwa bei 5 × 5 mm, bei Putzen bis 2 mm Körnung bei 7 × 7 mm und bei gröberen Putzen bei 10 × 10 mm liegen.
Mit Ausnahme von sehr dünnschichtigen Kunstharz-Putzen kann anstelle des flachen Glasfasergewebes auch Jute oder ein anderes Naturfasergewebe zum Einbetten in den Putz verwendet werden. Auch hier sollte die Maschenweite ausreichend groß gewählt werden, um nicht als Trennschicht innerhalb der Putzschicht zu wirken. Durch ein Vornässen des Gewebes und das mechanische Einarbeiten des Putzes kann unter Umständen ein besserer Verbund zwischen Putz und Gewebe erreicht werden. Das Schneiden und Einbetten des nachgiebigen und wenig elastischen Naturfaser-Gewebes ist jedoch im Allgemeinen aufwändiger als die Verwendung von Glasfasergewebe.
Als Putzträger werden unter anderem Drahtgitter, Rabitzgitter, Sechseckgeflecht, Maschendraht und insbesondere Streckmetall eingesetzt. Diese können auch die Aufgabe einer Putzarmierung übernehmen, wenn sie rissgefährdete Stellen ausreichend weit überspannen.

## Verwendung
Nach dem Auftragen des Armierungsmörtels wird das Gewebe in den noch frischen Mörtel eingelegt und beispielsweise mit einer Kelle eingestrichen. Wenn noch eine zweite Schicht des gleichen Mörtels aufgetragen werden soll, so erfolgt dies in der Regel noch vor dem Abbinden der ersten Lage.
In geeignete Feinmörtel von plastischer Konsistenz lässt sich das Armierungsgewebe unter Umständen ausreichend einarbeiten, um auf das Auftragen einer zweiten Lage verzichten zu können.
Häufig wird auf die Armierungsschicht noch eine Lage Ober-, Fein- oder Edelputz aufgebracht.
Die einzelnen Bahnen des Armierungsgewebes sollten in jeder Richtung um etwa 10 cm überlappen, um einer Rissbildung entlang der Stöße vorzubeugen.
Besteht der Untergrund aus wenig tragfähigen Materialien oder solchen mit schlechter Putzhaftung, so werden statt Armierungsgewebe auch Putzträger wie Stahlgitter oder Streckmetall verwendet.
Enthält die Wand Holzbalken und -riegel so werden diese ebenfalls oft mit Putzträgergitter überspannt. Dies sollte neben den Holzbauteilen am Mauerwerk befestigt werden, um nicht die Bewegung des Holzes mitzumachen. Früher wurden die Holzbauteile häufig zusätzlich mit Bitumenpapier oder Dachpappe abgesperrt. Erhältlich sind auch Putzträgertafeln aus Drahtgitter mit integrierter, feuchtebeständiger Pappbahn, welche die Putzschicht fast gänzlich vom Untergrund entkoppeln. Um stärkere Schichten Wärmedämmputz in einem Arbeitsgang auftragen zu können, wird auch gewelltes Putzträgergewebe verwendet.

## Armierungsmörtel
Der zur Einbettung des Gewebes verwendete Mörtel enthält häufig hohe Kunstharzanteile, die eine robuste Putzschicht trotz geringer Auftragsstärke ergeben.
Je nach Hersteller werden auch die Bezeichnungen Einbettungsmörtel, Klebemörtel und Armierungsputz verwendet.